# グロッターリエ
グロッターリエ（イタリア語: Grottaglie）は、イタリア共和国プッリャ州ターラント県にある、人口約3万2000人の基礎自治体（コムーネ）。
県内では、県都ターラント、マルティーナ・フランカに次ぎ、マッサフラとほぼ同規模のコムーネ人口を有する（2013年1月の統計では第4位）。ターラント＝グロッターリエ空港 (Taranto-Grottaglie Airport) の所在地である。

## 地理

### 位置・広がり
ターラント県中部のコムーネ。県都ターラントから北東へ約18km、ブリンディジから西南西へ約44km、州都バーリから南東へ約80kmの距離にある。

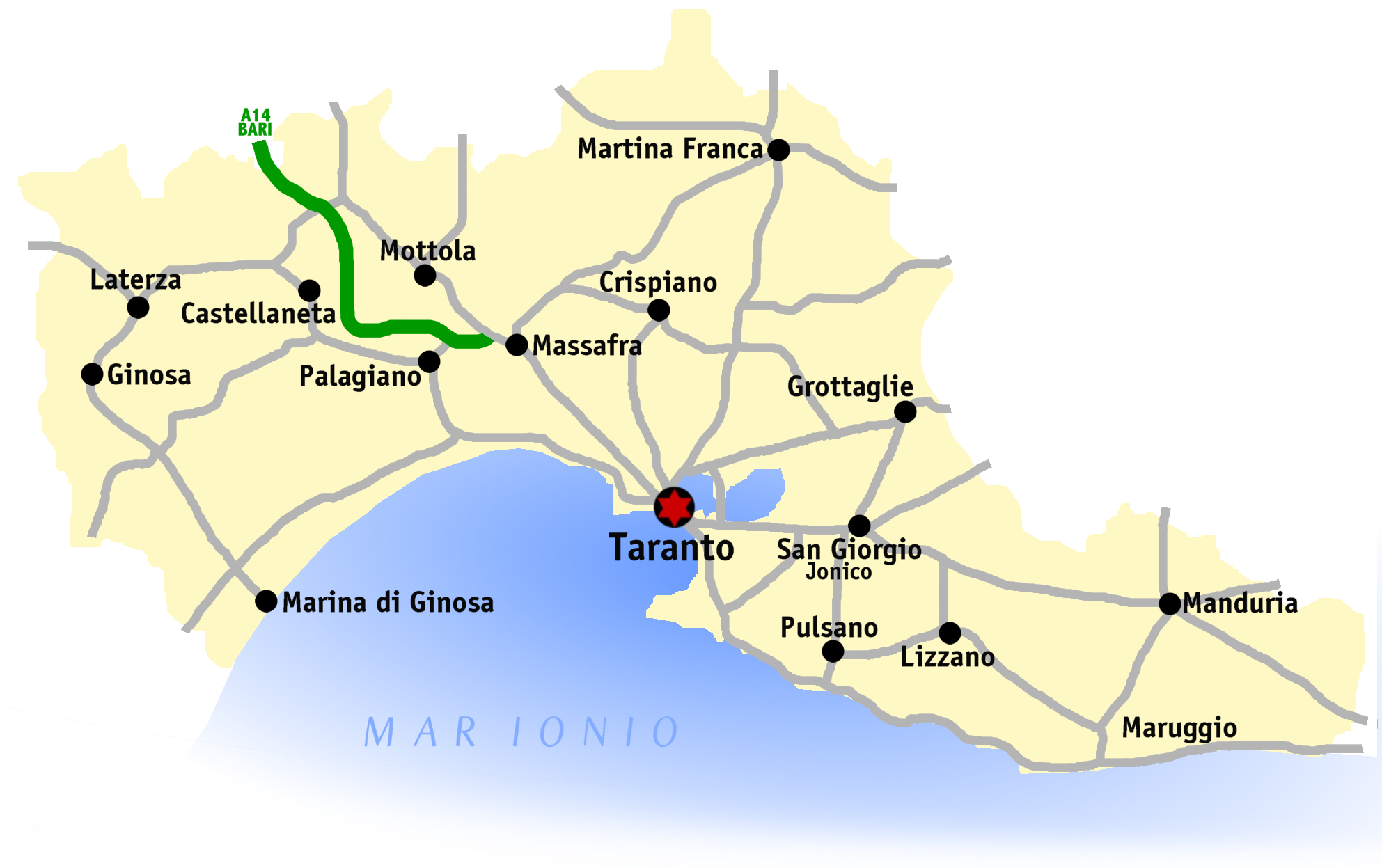
ターラント県概略図

#### 隣接コムーネ
隣接するコムーネは以下の通り。BRはブリンディジ県所属。
- マルティーナ・フランカ - 北
- ヴィッラ・カステッリ (BR) - 北東
- フランカヴィッラ・フォンターナ (BR) - 東
- サン・マルツァーノ・ディ・サン・ジュゼッペ - 南東
- フラガニャーノ - 南東
- カロジーノ - 南
- モンテイアージ - 南西
- ターラント - 南西、北・南（飛地）
- モンテメーゾラ - 西
- クリスピアーノ - 北西

## 行政

### 分離集落
グロッターリエには、以下の分離集落（フラツィオーネ）がある。
- Carraro delle Vacche, Paparazio, Monte Fellone